# Wahneta
Wahneta ist ein census-designated place (CDP) im Polk County im US-Bundesstaat Florida.  Das U.S. Census Bureau hat bei der Volkszählung 2020 eine Einwohnerzahl von 4.409 ermittelt. 

## Geographie
Wahneta liegt rund 10 km nordöstlich von Bartow sowie etwa 70 km östlich von Tampa. 

## Demographische Daten
Laut der Volkszählung 2010 verteilten sich die damaligen 5091 Einwohner auf 1504 Haushalte. Die Bevölkerungsdichte lag bei 808,1 Einw./km². 65,1 % der Bevölkerung bezeichneten sich als Weiße, 1,1 % als Afroamerikaner, 0,9 % als Indianer und 0,2 % als Asian Americans. 30,3 % gaben die Angehörigkeit zu einer anderen Ethnie und 2,4 % zu mehreren Ethnien an. 64,7 % der Bevölkerung bestand aus Hispanics oder Latinos.
Im Jahr 2010 lebten in 49,6 % aller Haushalte Kinder unter 18 Jahren sowie 19,9 % aller Haushalte Personen mit mindestens 65 Jahren. 76,4 % der Haushalte waren Familienhaushalte (bestehend aus verheirateten Paaren mit oder ohne Nachkommen bzw. einem Elternteil mit Nachkomme). Die durchschnittliche Größe eines Haushalts lag bei 3,77 Personen und die durchschnittliche Familiengröße bei 4,04 Personen.
36,4 % der Bevölkerung waren jünger als 20 Jahre, 32,7 % waren 20 bis 39 Jahre alt, 20,7 % waren 40 bis 59 Jahre alt und 10,2 % waren mindestens 60 Jahre alt. Das mittlere Alter betrug 28 Jahre. 54,0 % der Bevölkerung waren männlich und 46,0 % weiblich.
Das durchschnittliche Jahreseinkommen lag bei 30.833 $, dabei lebten 43,4 % der Bevölkerung unter der Armutsgrenze.
Im Jahr 2000 war Englisch die Muttersprache von 57,54 % der Bevölkerung und Spanisch sprachen 42,46 %.